# 벨 드 주르
벨 드 주르(Belle de Jour, 1975년 11월~ )는 영국의 전직 콜걸이자 베스트셀러 작가의 필명으로, 2009년 11월 선데이 타임스와의 인터뷰에서 그녀는 자신의 본명이 브룩 매그넌티(Brooke Magnanti)이며 브리스톨 아동보건연구소의 신경독물학 및 암 전문 연구원이라고 밝혔다. 그녀는 대학원 박사과정 재학시 생활비를 충당하기 위해 성매매에 몸을 담았다고 한다. 그녀의 블로그와 책은 빌리 파이퍼가 주연한 텔레비전 드라마 《런던 콜걸, 벨》로 제작되어 한국에서 방영되기도 했다.